# Аникеев, Григорий Викторович
Григо́рий Ви́кторович Анике́ев (род. 28 февраля 1972, Дутово, Коми АССР) — российский бизнесмен и политик. Владелец компании «АБИ», занимающейся мясопереработкой и строительством. Депутат Государственной думы V, VI, VII и VIII созывов. Миллиардер. Находится под персональными санкциями ЕС, Великобритании, США, Канады, Швейцарии, Австралии, Японии и так далее.

## Биография
Родился 28 февраля 1972 года в селе Дутово, Коми АССР.
В 1989—1994 годах учился во Владимирском государственном техническом университете, специальность — радиотехника.
Организовал компанию «Поком», производящую пельмени одноимённой марки. В 1994 году на её основе организовал компанию «Аникеев Бизнес Инвест», позднее переименованную в «АБИ групп». Эта компания скупала различные предприятия Владимирской области.
С 2001 года глава фонда «Милосердие и порядок». В 2007 году фонд был преобразован в «патриотическую общественную организацию».
В 2005 стал депутатом Владимирского законодательного собрания от партии «Родина» (главой местного отделения этой партии был Валерий Аникеев, брат Григория Аникеева).
В 2007 году стал членом политсовета Владимирского отделения партии «Единая Россия».
С 2007 года является депутатом Государственной думы, членом фракции «Единая Россия». Входил в V созыв (2007—2011) и VI созыв (2011—2016), входит в VII созыв (2016—2021).
Являлся членом комитетов Государственной думы по вопросам труда и социальной политики (V—VI созывы), по вопросам собственности (VI созыв) и по развитию гражданского общества, вопросам общественных и религиозных объединений (VII созыв).
За 12 лет депутатских полномочий, с декабря 2007 года по август 2019 года выступил соавтором 16 законодательных инициатив или поправок к проектам федеральных законов.

## Санкции
Из-за поддержки российской агрессии и нарушения территориальной целостности Украины во время российско-украинской войны находится под персональными международными санкциями разных стран.
23 февраля 2022 года внесён в санкционные списки стран Евросоюза за действия и политику, которые подрывают территориальную целостность, суверенитет и независимость Украины и еще больше дестабилизируют Украину.
24 февраля 2022 года включён в санкционный список Канады «близких соратников режима» за голосование о признании независимости «так называемых республик в Донецке и Луганске».
24 марта 2022 года, на фоне вторжения России на Украину, включён в санкционный список США за «соучастие в войне Путина» и «поддержку усилий Кремля по вторжению в Украину», Госдеп США заявил что депутаты Госдумы используют свои полномочия для преследования инакомыслящих и политических оппонентов, нарушают свободу информации, ограничивают права человека и основные свободы граждан России.
По аналогичным основаниям, с 11 марта 2022 года находится под санкциями Великобритании. С 25 февраля 2022 года находится под санкциями Швейцарии. С 26 февраля 2022 года находится под санкциями Австралии. С 12 апреля 2022 года находится под санкциями Японии. Указом президента Украины Владимира Зеленского от 7 сентября 2022 находится под санкциями Украины. С 3 мая 2022 года находится под санкциями Новой Зеландии.

##### Уголовное преследование
22 марта 2023 года украинский суд заочно приговорил Аникеева к 15 годам лишения свободы с конфискацией имущества по статье о посягательстве на территориальную целостность и неприкосновенность Украины.

## Имущество
По состоянию на 2012 год Аникеев являлся акционером 17 и собственником 16 компаний.
Принадлежащая Аникееву компания «АБИ Групп» занимается мясопереработкой и строительством, а также торговлей, транспортными услугами и медиабизнесом.
По данным издания «Slon.ru», в 2013 году являлся владельцем самого большого зарубежного счёта среди депутатов Государственной думы — 370 миллионов рублей в швейцарском банке «UBS».
До 2015 года входил в список богатейших бизнесменов России по версии журнала «Forbes» — с состоянием, оценённым в 400 миллионов долларов.
По данным совместного расследования «Dubai Unlocked» Центра по исследованию коррупции и организованной преступности, Аникеев в марте 2022 года приобрёл пентхаус в Дубае, на последнем этаже элитного комплекса Serenia Residences, расположенного на Палм-Джумейре. Пентхаус имеет площадь 1195 кв. м  и был куплен за более чем 13 млн. долларов. Ранее, в ноябре 2023 года, о данной недвижимости также сообщали соратники Алексея Навального. Также из расследования следует что бывшая супруга Аникеева, Ольга Полякова, в апреле 2022 года приобрела две квартиры на острове Палм-Джумейра в жилом комплексе премиум-класса общей стоимостью около 3 млн долларов. Другая «партнёрша» Аникеева Ирина Купарева, в апреле 2022 года, приобрела  квартиры площадью более 140 кв. м. в Serenia Residences.

## Доходы
| Год            | 2011 | 2012 | 2013 | 2014 | 2015 | 2016 | 2017 | 2018 | 2019 | 2020 |
| -------------- | ---- | ---- | ---- | ---- | ---- | ---- | ---- | ---- | ---- | ---- |
| Доход, млн руб | 2712 | 1111 | 1701 | 996  | 571  | 528  | 4311 | 2327 | 2352 | 2733 |
| Место          | 1    | 1    | 1    | 1    | 5    | 3    | 1    | 1    | 1    | 1    |

С 2011 года входит в пятёрку депутатов Государственной думы с наибольшим задекларированным годовым доходов, в том числе в 2011—2014 и 2017—2018 годах  занимает абсолютное первое место.
| Год            | 2009 | 2010 | 2011 | 2012 | 2013 | 2014 | 2016 | 2018 |
| -------------- | ---- | ---- | ---- | ---- | ---- | ---- | ---- | ---- |
| Доход, млн руб | 860  | 878  | 2712 | 1111 | 1706 | 995  | 528  | 2327 |
| Место          | 7    | 9    | 2    | 3    | 1    | 3    | 25   | 5    |

C 2010 года (за исключением 2017 года) Аникеев входит в десятку в рейтинге «Власть и деньги» журнала «Forbes», в том числе в рейтинге 2014 года занимал первое место. Этот рейтинг перечисляет чиновников, депутатов, сенаторов и руководителей госкорпораций, ранжированных по семейному доходу за прошлый год.
На 2020 год — самый богатый депутат Госдумы. Его доход составляет 2352.97 млн рублей. Занимает 8-ю позицию в рейтинге Forbes—2020 богатейших госслужащих и депутатов России.

## Семья
- Брат Анатолий, владелец доли отеля, ранее принадлежавшего Григорию Аникееву[27].
- Брат Валерий, бывший глава регионального отделения партии «Родина»[2], бывший депутат Владимирского законодательного собрания от «Российской партии пенсионеров»[28], владелец доли отеля, ранее принадлежавшего Григорию Аникееву[27].
- Жена — Ирина Купарева. Есть совместный сын Марк. Имеет гражданство Мальты с 2015 года[20]
- Бывшая жена — Ольга Полякова (род. 1974), соосновательница фонда «Милосердие и порядок», имеет гражданство Мальты с 2016 года[20][29].
- Сын — Артем Аникеев (род. 2000), имеет гражданство Мальты с 2016 года[20][30].
- двоюродный брат — Андрей Аникеев — депутат государственной думы 8-го созыва.

## Критика
Критиковался Дмитрием Гудковым и Ильёй Пономаревым, членами партии «Справедливая Россия», за одновременное ведение бизнеса и занятие должности депутата, вошёл в составленный ими список «Золотые крендели „Единой России“».

## Награды
- Медаль ордена «За заслуги перед Отечеством» II степени (4 июля 2016 года) — за активную законотворческую деятельность и многолетнюю добросовестную работу[32]
- Благодарность Правительства Российской Федерации (16 декабря 2019 года) — за большой вклад в развитие российского парламентаризма и активную законотворческую деятельность[33]